# Nuraghe Cuccureddus
Die Nuraghe Cuccureddus (auch Nuraghe Cuccureddus I) ist eine Nuraghe nahe der Südküste der italienischen Insel Sardinien. Sie befindet sich nordwestlich der Siedlung Campulongu im Gemeindegebiet von Villasimius in der Metropolitanstadt Cagliari. Das Bauwerk wird der Nuraghenkultur zugerechnet.

## Lage
Die Nuraghe Cuccureddus befindet sich auf der Spitze eines 73 Meter hohen Hügels oberhalb der Via delle Aquile etwa 700 Meter nordwestlich der Siedlung Campulongu. Die Küste des südwestlich gelegenen Mittelmeeres am Strand Spiaggia Cuccureddus ist 380 Meter entfernt. Nordwestlich des Strandes steht eine weitere Nuraghe, die als Nuraghe arcaico Cuccureddus oder Nuraghe Cuccureddus II bezeichnet wird. Diese liegt 90 Meter vor der Küste auf einem Vorgebirge und ist von der Nuraghe Cuccureddus I ungefähr 440 Meter entfernt. Etwa 260 Meter nördlich der Nuraghe Cuccureddus I bewässert der Riu Foxi die Ebene Piana di Santa Maria, bevor er am Strand Spiaggia di Campus im Westen ins Meer mündet. Das Zentrum des Gemeindesitzes von Villasimius liegt 2,1 Kilometer östlich.

## Beschreibung

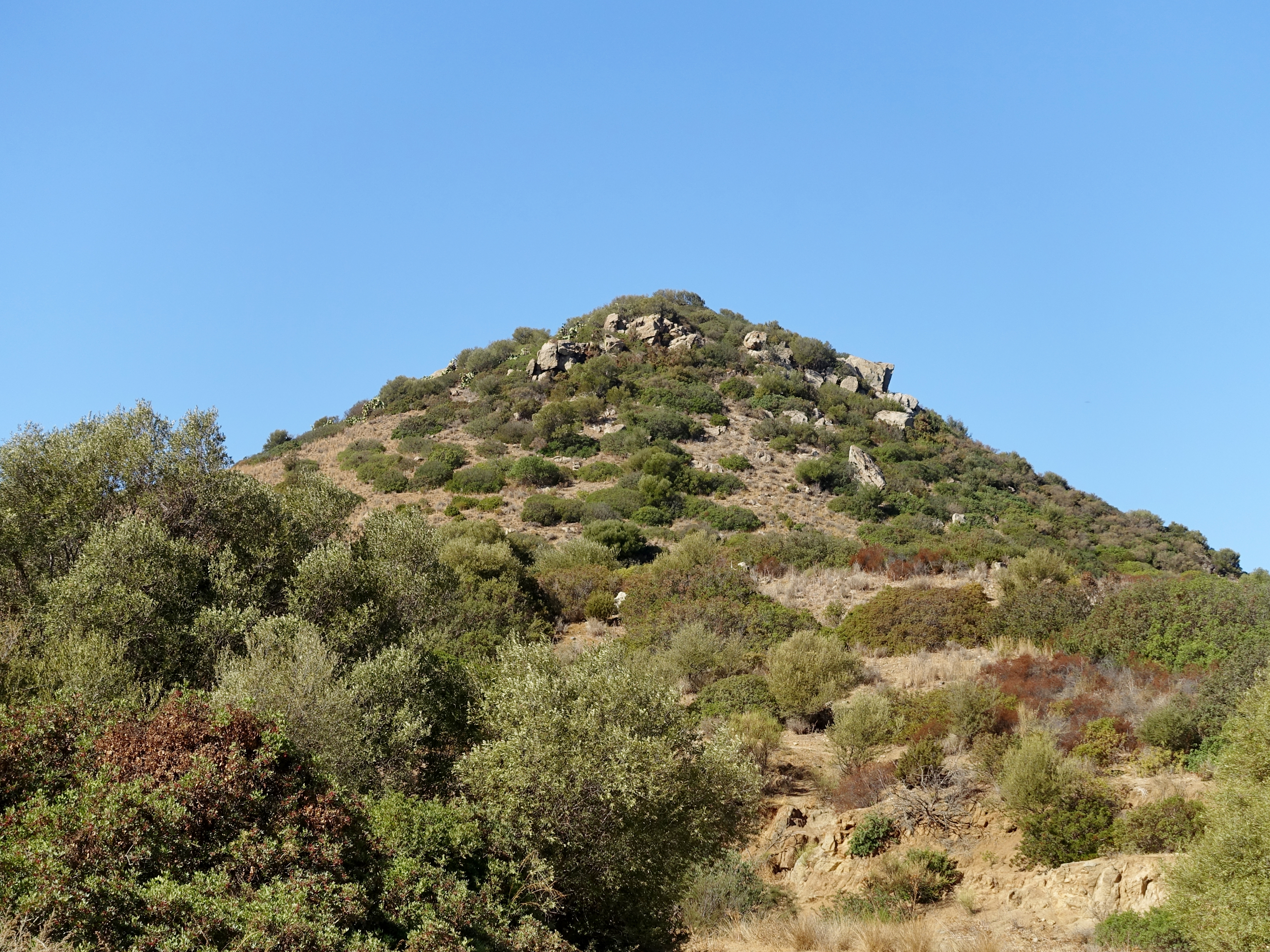
Ostseite des Hügels

Die Nuraghenanlage wurde an einer strategisch günstigen Lage erbaut. Sie steht auf dem östlichsten und höchsten Hügel der kleinen Hügelkette Cuccureddus, die sich von der Küste von West nach Ost zieht. Von hier konnte die Meeresbucht des Golfo di Carbonara überblickt und die Ebene von Santa Maria im Norden einschließlich der Mündung des Riu Foxi im Westen gesichert werden. Möglicherweise bildete die Nuraghe Cuccureddus mit der Nuraghe Guardone und der Pseudonuraghe Cixilianu ein gemeinsames Kontrollsystem.

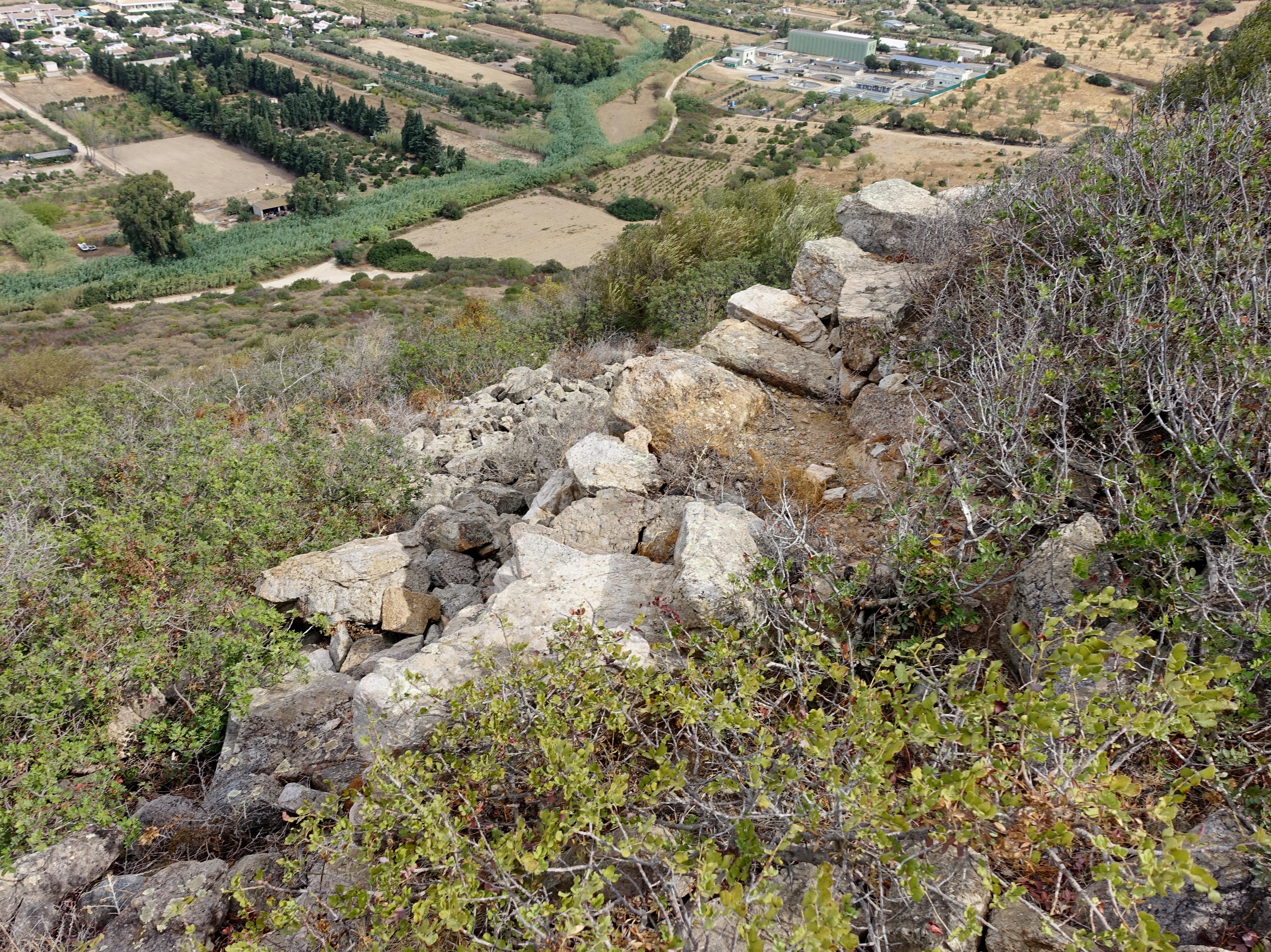
Nordwestliche Außenmauer

Die Nuraghe Cuccureddus besteht aus den Resten eines Hauptturmes mit einem westlichen Anbau. Beide Strukturen haben einen kreisförmigen Grundriss und sind, wie alle Nuraghen, aus großen unbehauenen Steinblöcken ohne Mörtel aufgerichtet, ähnlich einem Trockenmauerwerk.
Die Außenmauer des Hauptturmes mit einem Durchmesser von etwa 9 Metern verjüngt sich kegelförmig nach oben. Die Nordwestseite des Turmes ist am besten erhalten. Vom Anbau mit einem Außendurchmesser von etwa 6 Metern sind nur noch die unteren zwei bis drei Steinlagen vorhanden. Beide Strukturen sind von Vegetation überwuchert, die Innenräume mit Buschwerk ausgefüllt.
Ende des 7. Jahrhunderts v. Chr. gründeten die Phönizier an der der Küste zugewandten Westseite von Cuccureddus eine Siedlung, die Insediamento Fenicio di Cuccureddus, von der noch Reste von Grundmauern eines Aštart-Heiligtums auf dem westlichen Hügel zu erkennen sind. Die Nutzung der Nuraghe Cuccureddus in der nachfolgenden Zeit ist nicht geklärt.

Ansichten der Nuraghe
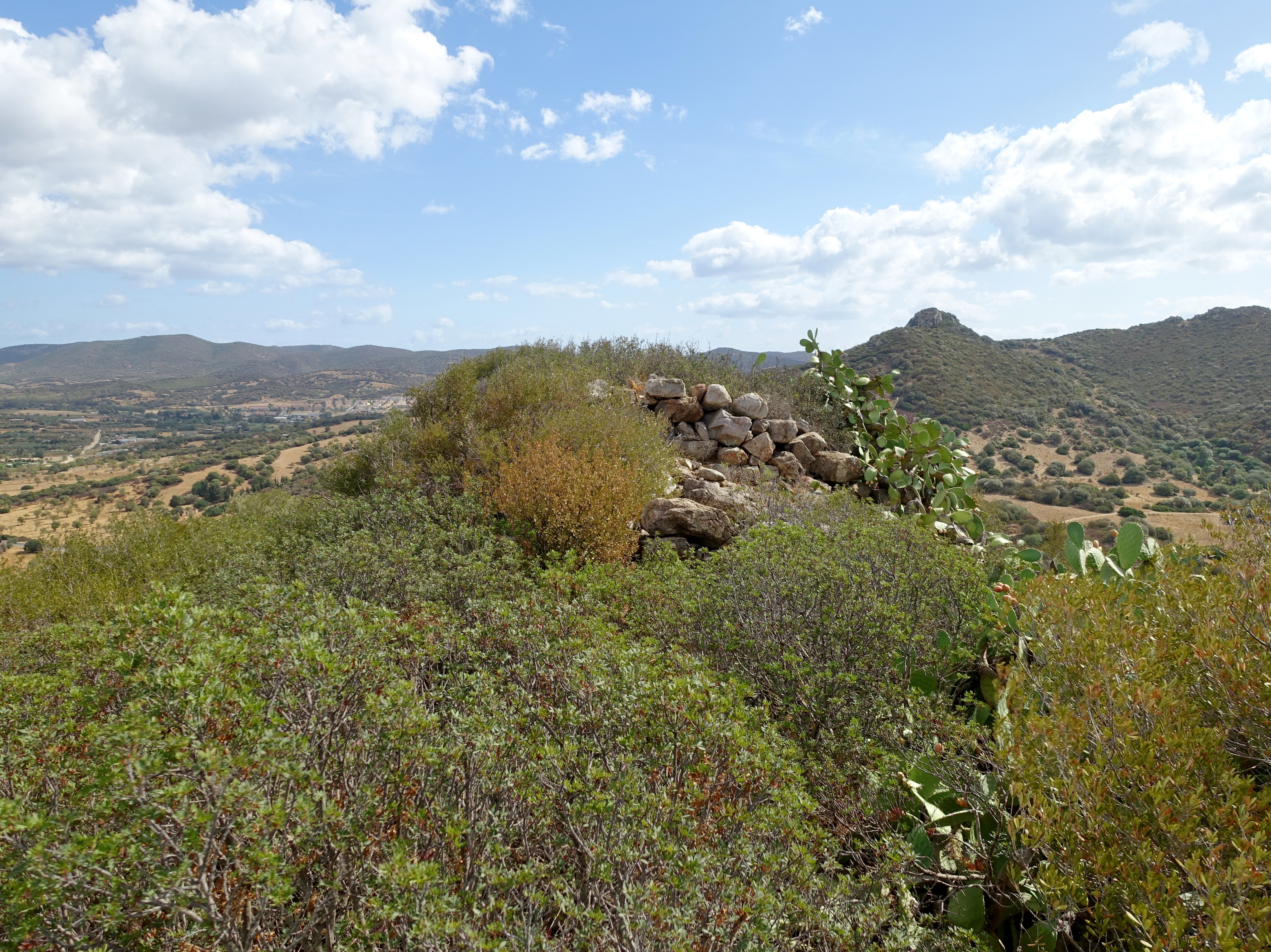
Westseite der Nuraghe
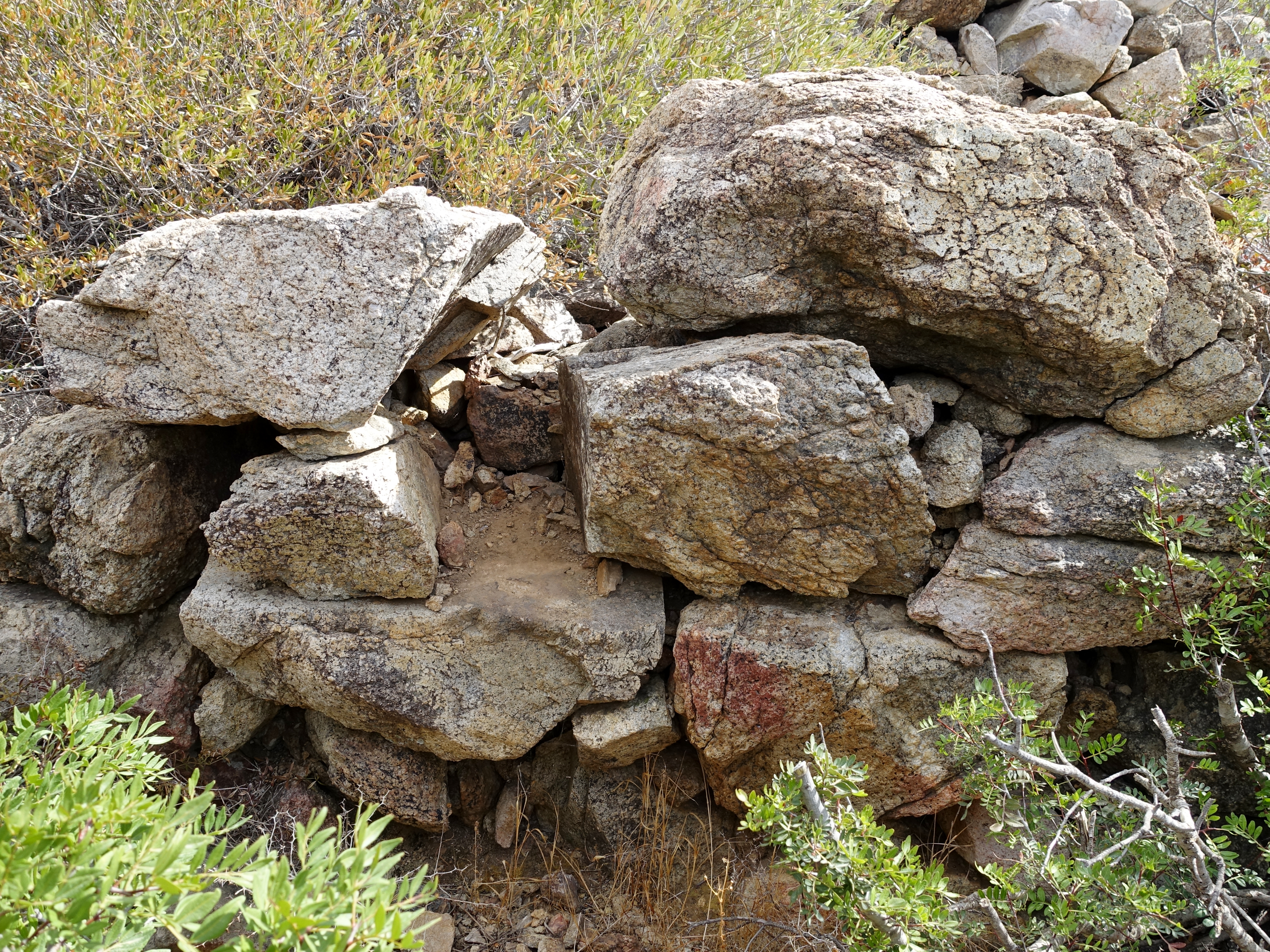
Anbau
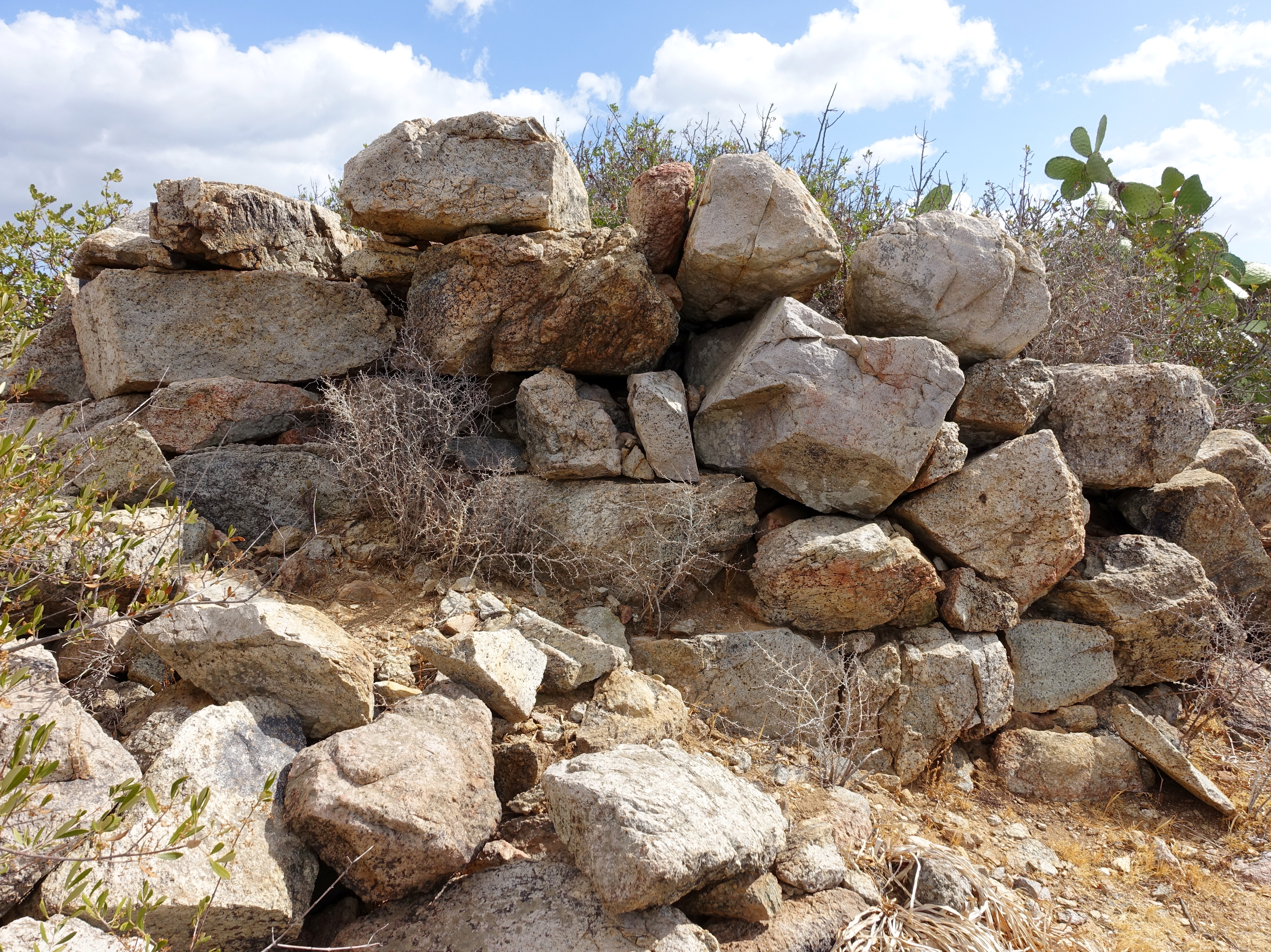
Hauptturm
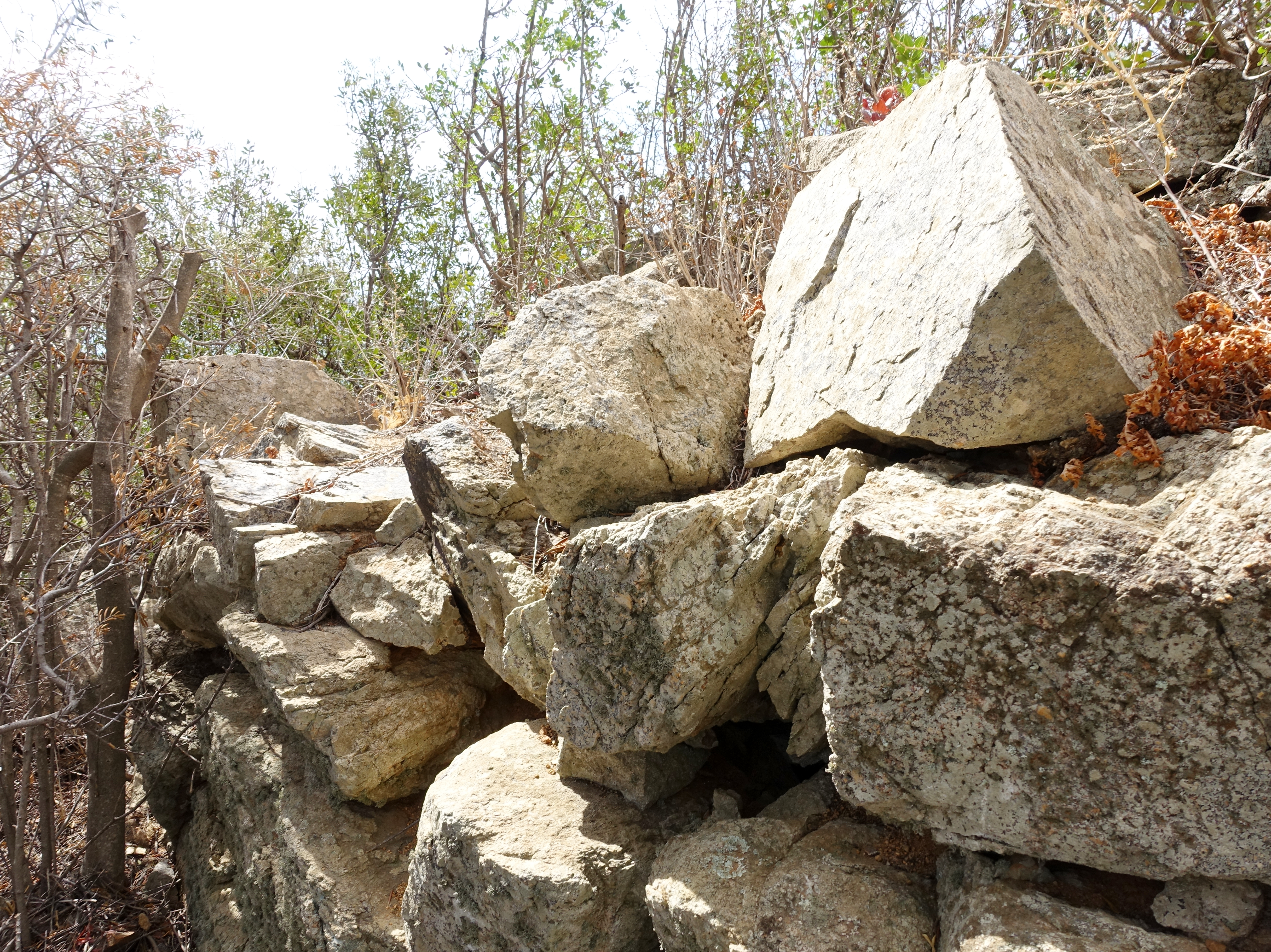
Östliche Außenmauer